# Париз у средњем веку
У 10. веку Париз је био провинцијски катедрални град малог политичког или економског значаја, али под краљевима династије Капетија који су владали Француском између 987. и 1328. године, развио се у важно трговачко и верско средиште и седиште краљевске администрације. Сите је постао поприште краљевске палате и нове катедрале Нотр-Дам, изграђене 1163. године. Лева обала била је место важних манастира, укључујући Oпатију Сен Жермен де Пре и Опатију Свете Женевије. Крајем 1100-те, колеџи на левој обали реке постали су једни од водећих универзитета у Европи. 
Десна обала, где су у лукама налазиле централне пијаце, занатлије и трговци, постала је комерцијални центар града, а трговци су преузели важну улогу у вођењу града. Париз је постао центар за стварање живописаних рукописа и родно место готике архитектуре. Упркос грађанским ратовима, куги и страној окупацији, Париз је током средњег века постао најмногољуднији град западног света. 
У 11. веку град се проширује и претвара у значајан трговачки центар. У то време Париз већ има око 100.000 становника: на десној обали Сене је трговачки, а на левој управни и културни део града. У 13. веку Париз је био највећи културни центар Западне Европе. Париски универзитет, основан око 1200. године, похађало је крајем 12. века око 10.000 страних студената.

## Географија
Положај Париза био је важан фактор његовог раста и стратешког значаја током средњег века. Због свог положаја на ушћу у Сену и реке Оазу, Марну и Јерес, град се обилно снабдевао храном из околног региона, богатог житним пољима и виноградима. Реке су такође нудиле приступ трговини бродовима са другим градовима у Француској и локацијама удаљеним од Шпаније и Немачке. Сена је без камених насипа била отприлике двоструко шира него што је данас. Највеће острво у реци, Île de la Cité („Острво град“), било је најлакше место за изградњу мостова преко Сене; постало је прелаз на важном трговачком путу север-југ између Орлеана и Фландрије.  Острво је било и најлакше место за одбрану; Парижанима је пружио уточиште када су град напали Хуни у 5. веку и Викинзи у 9. веку. Римљани су изградили своје резиденције на западном крају острва; прва краљевска палата саграђена је на истом месту у раном средњем веку. Прва катедрала и резиденција епископа изграђени су на источном крају острва отприлике у исто време.
Римљани су саградили свој град на левој обали, јер је био вишег узвишења и мање склон поплави; форум се налазио на брду високом око 60 метара, касније названом „Брдо Свете Женеве” по свецу заштитнику града. У раном средњем веку, брдо је постало место два важна манастира, опатије Сент-Виктор и опатије Сент Женевије, док је још један велики и просперитетни манастир, опатија Сен Жермен де Пре, изграђен касније. У средњем веку манастири су привукли хиљаде научника и студената који су формирали колеџе који су почетком године постали Универзитет у Паризу.

## Популација
Нема поузданих података о становништву Париза од пре 1328. године, када се званично рачунало број парохија у француском краљевству и број феуова или домаћинстава у свакој парохији. Извештено је да Париз садржи тридесет и пет парохија и 61.098 домаћинстава: процењујући три и по особе по домаћинству, становништво града би било најмање двеста хиљада људи. Други историчари, користећи се истим подацима, проценили су број становника између 220.000 и 270.000. 
Куга је погодила Париз по први пут у 1348. године и враћала се често. Због куге и избијања грађанског рата Армагнац-Бургундија 1407. године, становништво је пало на око сто хиљада до 1422. године.  Након завршетка ратова, становништво се брзо повећавало до 1500. године, достигло око 150.000 људи.
У средњем веку Париз је већ привлачио имигранте из провинција Француске и других европских земаља. Студија о именима, или жупним записима, између 1292. и 1313. године показала је 155 особа наведених као Енглези; 144 Британац, плус четрдесет седам из Бургундије, четрдесет четири из Нормандије, четрдесет две из Пикардије, тридесет четири из Фландрије и двадесет осам из Лорене. Поред тога, било их је много више из градова и места париског басена.

## Саборна црква и свештенство
Док је седиште краљевске власти током средњег века било на западном крају острва, седиште верске власти било је на источном крају острва, у катедрали Нотр-Дам у Паризу, самостану Нотр-Дам, школа катедрале и резиденција париског бискупа, поред катедрале. Католичка црква је играла истакнуту улогу у граду током целог средњег века; поседовала је велики део земље и богатства, била је творац Универзитета у Паризу и био је уско повезана са краљем и владом. Свештеници су такође чинили значајан део становништва; Године 1300. париском епископу је помагао 51 канон, а свака од тридесет три парохијске цркве имала је своју курат, викар и капелани. У осамдесет и осам цркви и манастира било је хиљаде монаха и монахиња, бројни бегуини и верски редови, а било је око три хиљаде ученика који су примили верске редове и који су сматрани клирицима. Свеукупно је 1300. године у граду било око 20.000 припадника верских редова, или око десет одсто становништва. 

## Трговина
Трговина је била главни извор богатства и утицаја Париза у средњем веку. Чак и пре римског освајања Галије, први становници града, Паризије, трговали су градовима удаљеним од Шпаније и Источне Европе и ковали су своје новчиће за ову сврху. У гало-римском граду Лутеција, лађари су посветили колону богу Меркуру која је пронађена током ископавања под хором Нотр Дам. Године 1121. за време владавине Луја VI, краљ је доделио паришкој лађи лађара шездесет центимаза, сваки товар вина који је стигао у град током бербе. Луј VII је 1170. године још више проширио привилегије речних трговаца; само су париски лађари смели да обављају трговину на реци између моста Мантес и два моста у Паризу; терет осталих чамаца био би одузет. Ово је био почетак блиске везе између трговаца и краља. Аранжман са речним трговцима поклопио се са великим ширењем трговине и повећањем становништва на десној обали града. 
Велики манастири такође су играли важну улогу у расту трговине у средњем веку одржавајући велике сајмове који су привлачили трговце из далеке Саксоније и Италије. Опатија Сент Денис одржавала је велики годишњи сајам од седмог века. Сајам Ленит појавио се у 10. веку, а сајам опатије Сен-Жермен-де-Пре започео је у 12. веку.